# Enicospilus waigeui
Enicospilus waigeui là một loài tò vò trong họ Ichneumonidae.